# Novel virus
Novel virus ili Novi virus je virus koji prethodno nije zabilježen. To može biti virus koji je izoliran iz svog prirodnog rezervoara ili je izoliran kao rezultat širenja na životinje ili ljude domaćina gdje virus prethodno nije identificiran. To može biti novi virus, onaj koji predstavlja novi virus, ali može biti i postojeći virus koji nije prethodno identificiran.

## Galerija
- SARS-CoV-2 virus
- MERS koronavirusi